# Errol Morris
Errol Mark Morris, född 5 februari 1948 i Hewlett, New York, är en amerikansk dokumentärfilmare, som är mest känd för dokumentärerna På en skör tråd (1988) och den Oscarsvinnande dokumentären Fog of War (2003). 
Werner Herzog åt upp en sko efter att ha slagit vad om att det inte gick att göra en bra dokumentärfilm om husdjursbegravningar, vilket Morris lyckades med i och med Gates of Heaven (1980). På en skör tråd (1988) handlar om en morddömd. Filmen lyckades få den felaktigt dömde frisläppt efter att ha uppmärksammat fel i brottsutredningen. A Brief History of Time (1991) handlar om Stephen Hawkings liv. Dödens ingenjör (1999) var tänkt att handla om en ingenjör som bygger dödskammare i USA (till användning att verkställa dödsstraff), men kom istället att handla om huvudpersonen, Fred Leuchters, förintelseförnekelse. Fog of War (2003) utgår från intervjuer med USA:s före detta försvarsminister, med mera, Robert McNamaras liv. Standard Operating Procedure (2008) handlar om USA:s behandling av misstänkta terrorister i kriget mot terrorismen.

## Filmografi i urval
- 1980 – Gates of Heaven
- 1981 – Vernon, Florida
- 1988 – På en skör tråd
- 1991 – Den mörka vinden - Navajomorden (spelfilm)
- 1991 – A Brief History of Time
- 1997 – Fast, Cheap & Out of Control
- 1999 – Dödens ingenjör
- 2003 – Fog of War
- 2008 – Standard Operating Procedure
- 2010 – Tabloid
- 2013 – The Unknown Known